# Переможець (книжка)
Переможець (англ. Winning by Jack Welch, Suzy Welch) — книжка американського бізнесмена Джека Велча та письменниці, журналістки Сьюзі Велч. Вперше опублікована у 2005 році. За перші 6 місяців обсяги продажів сягнули 440 тис. примірників. 

## Огляд книги
«Жодна інша книга з менеджменту не потрібна», — Воррен Баффет.
Джек Велч — це легенда світового бізнесу, і хто як не він знає як вигравати. Він розповідає про свою філософію бізнесу.
Пропрацювавши 41 рік в General Electric, йому вдалось привести компанію до успіху та визнання в усьому світі в умовах жорстокої конкуренції. Його чесність та управлінські позиції «стати найкращими у своїй сфері» стали золотим стандартом для бізнесу.
Вийшовши на пенсію, Джек почав подорожувати світом протягом чого спілкувався з більше ніж 250 тис. людьми та надавав консультації з питань бізнесу, зосереджуючись водночас на людях, командній роботі та прибутках.
Натхненний своєю аудиторією він написав філософську та прагматичну книгу, яку сміливо можна назвати Біблією бізнесу для майбутніх поколінь. В ній викладено відповіді на всі найскладніші питання, з якими стикаються підприємці під час ведення бізнесу.
Книжка призначена для працівників всіх організаційних рівнів — великих та малих компаній, від операторів виробничих ліній до вищого керівництва. Ви дізнаєтесь як створити сприятливу атмосферу в колективі, покращити працездатність своєї команди, заохочувати успіхи підлеглих, правильно визначати пріоритети та підтримувати ініціативи співробітників в напрямку до досягнення спільної цілі.
Мета авторів — допомогти всім охочим в напрямку досягнення успіху, а їхня книга — це поєднання оригінального бачення, своєрідних поглядів та феноменальних рішень, що назавжди змінять ваше ставлення до роботи.

## Переклад українською
- Велч Джек, Велч Сьюзі. Переможець / пер. Тетяна Завелко. К.: Наш Формат, 2017. — 264 с. — ISBN 978-617-7388-71-4